# Haustor (zespół muzyczny)
Haustor – chorwacka rockowa grupa nowofalowa założona w Zagrzebiu w Jugosławii, działająca w latach 70 i 80.

## Historia
Grupa została założona w 1979 przez Darka Rundeka.

## Zespół
- Darko Rundek – wokal i gitara
- Srdjan Sacher – bas
- Boris Leiner – bębny
- Ozren Štiglić – gitara
- Srđan Gulić - bębny
- Zoran Vuletić - klaviatury
- Zoran Perišić - bębny
- Damir Prica - saksofon
- Nikola Santro - trombon

## Dyskografia

### Albumy
- Haustor (Jugoton, 1981)
- Treći svijet (Jugoton, 1984)
- Bolero (Jugoton, 1985)
- Tajni grad (Jugoton, 1988)
- Ulje je na vodi (Dallas Records, 1995)
- Haustor (Croatia Records - Perfekt Music, 1997)

### Single
- Moja prva ljubav / Pogled u BB (Jugoton, 1981)
- Radio / Crni žbir (Jugoton, 1981)
- Majmuni i mjesec / Zima / Capri (Jugoton, 1981)

### Kompilacje
- 1981. 1984. 1985. 1988. (Croatia Records, 1995)
- 1981. 1984. 1985. 1988. (City Records, 2006)